# Гудошников, Алексей Валерьевич
Алексе́й Вале́рьевич Гудо́шников (род. 7 сентября 1988, Уральск, Западно-Казахстанская область, Казахская ССР, СССР) — российский журналист, ведущий радиостанций «Говорит Москва» (с 2014) и «Русская служба новостей» (РСН) (2010—2014) и телеканала «Звезда» (с 2015).

## Биография
Алексей Гудошников родился 7 сентября 1988 года в городе Уральске Западно-Казахстанской области Казахской ССР.
В 2010 году окончил филологический факультет Оренбургского государственного педагогического университета. Имеет квалификацию «журналист».
С 2010 года по 31 декабря 2013 года — ведущий радиостанции «Русская служба новостей» (РСН).
С 10 февраля 2014 года — ведущий радиостанции «Говорит Москва». В первый день выхода радиостанции в эфир начал вести вечернюю программу «Факел шоу» (в паре с Ольгой Байкаловой), а с июля 2014 года стал ведущим авторской радиопередачи «Программа Алексея Гудошникова» на радиостанции «Говорит Москва».
С 2015 года — постоянный участник общественно-политического ток-шоу «Время покажет» на «Первом канале».
С 20 сентября 2015 года по 5 июня 2018 года вёл на телеканале «Звезда» программу «Особая статья», посвящённую наиболее острым и актуальным журналистским статьям и расследованиям недели.
С 27 августа 2018 года — ведущий ток-шоу «Открытый эфир» на телеканале «Звезда».
С 2020 года периодически принимает участие в выпусках авторского общественно-политического ток-шоу Романа Бабаяна «Своя правда» на телеканале НТВ.
Со 2 марта по 23 ноября 2024 года — вёл 25-28 сезоны программы «Морской бой» на телеканале «Звезда».

## Профессиональная деятельность

### Работа на радио

#### Радиостанция «Русская служба новостей» (РСН)
С 2010 года на протяжении четырёх лет работал на радиостанции «Русская служба новостей» (РСН). Вёл программы: «Информационное утро», «Русский дух», «Медицинский форум», «Педагогический форум», «Это мой город». После ухода в июле 2013 года главного редактора радиостанции Сергея Доренко до конца 2013 года вёл ежедневную утреннюю программу «Подъём!». 31 декабря 2013 года в эфире заявил об уходе с радиостанции.

#### Радиостанция «Говорит Москва»
3 февраля 2014 года  бывший главный редактор радиостанции «Русская служба новостей» (РСН) Сергей Доренко объявляет о запуске с 10 февраля 2014 года новой радиостанции — «Говорит Москва». В день запуска радиостанции, в 18:00, Алексей начинает вести в паре с Ольгой Байкаловой вечернюю программу «Факел шоу». С июля 2014 года ведёт ежедневную вечернюю авторскую программу «Программа Алексея Гудошникова», в 2019 году начал вести утреннее шоу.

### Работа на телевидении
В сентябре 2015 года руководство телеканала «Звезда» объявило о запуске нового телевизионного сезона. Алексей Гудошников был приглашён в качестве ведущего общественно-политического ток-шоу «Особая статья». В разное время участниками программы становились: Никита Михалков, Владимир Познер, Владимир Жириновский, Александр Проханов, Геннадий Онищенко, Леонид Гозман и другие. Гудошников вёл программу по июнь 2018 года. 
Программа выходила в эфир с 20 сентября 2015 по 5 июня 2018 года.
С 27 августа 2018 года ведёт ток-шоу «Открытый эфир» на телеканале «Звезда».
Со 2 марта по 23 ноября 2024 года вёл 25-28 сезоны программы «Морской бой» на телеканале «Звезда».